# Antônio Caio da Silva Prado
Antônio Caio da Silva Prado (São Paulo, 13 de junho de 1853 — Fortaleza, 25 de maio de 1889), ou simplesmente Caio Prado, foi um advogado, jornalista e político brasileiro.
Era filho de Martinho e de Veridiana da Silva Prado, casal da aristocracia cafeeira de São Paulo. Foi casado com Maria Sofia Rudge.
Ingressou na Faculdade de Direito do Largo de São Francisco em 1875 e recebeu seu diploma de bacharel em 1879. Foi redator principal do jornal Correio Paulistano.
Nomeado pelo Imperador, foi presidente das províncias de Alagoas, de 5 de setembro de 1887 a 16 de abril de 1888, e do Ceará, de 20 de abril de 1888 a 25 de maio de 1889, quando faleceu prematuramente, vítima da febre amarela.
Caio Prado é citado pelo escritor Adolfo Caminha no romance A Normalista.